# Myiarchus venezuelensis
A Myiarchus venezuelensis a madarak osztályának a verébalakúak (Passeriformes) rendjébe, a királygébicsfélék (Tyrannidae) családjába tartozó faj.

## Rendszerezése
A fajt George Newbold Lawrence amerikai üzletember és amatőr ornitológus írta le 1865-ben.

## Előfordulása
Dél-Amerikában, Trinidad és Tobago, valamint Kolumbia és Venezuela területén honos. Természetes élőhelyei a szubtrópusi vagy trópusi száraz erdők és síkvidéki esőerdők, valamint legelők és ültetvények. Állandó, nem vonuló faj.

## Megjelenése
Testhossza 19 centiméter, testtömege 27-3 gramm.

## Természetvédelmi helyzete
Az elterjedési területe nagyon nagy, egyedszáma pedig stabil. A Természetvédelmi Világszövetség Vörös listáján nem fenyegetett fajként szerepel.